# 南九州新聞
南九州新聞（みなみきゅうしゅうしんぶん）は、かつて南九州新聞社が発行していた夕刊の地域新聞。鹿児島県の大隅半島を中心として約5,000部が発行されていた。
2022年12月28日付で紙媒体の発行を休止し、ウェブメディアに移行した。

## 概要
日曜日・祝祭日・お盆・年末年始は休刊となる。通常4ページ立てのモノクロ構成。3面に『おおすみFMネットワーク』の番組表が掲載される。通常は大隅半島関連の記事が1面に掲載された。
学校行事をトップ掲載するなど、県紙の南日本新聞では扱いきれない細部の内容も記事化する。おおすみFMネットワークの朝ワイド番組『おおすみおはようラジオ!』に当新聞の過去記事紹介コーナーがある。

## 沿革
- 1955年5月21日 - 米永代一郎が全業務を受け持ち、旬刊新聞の「社会新報」として創刊。
- 1957年5月 - 紙名を現在の「南九州新聞」に変更し日刊化される。
- 1971年9月 - 翌年5月まで休刊。
- 1973年5月 - 有限会社となる。
- 1975年8月 - 現社屋に移転。
- 1977年4月 - タブロイド判となり、ラジオ・テレビ欄を設ける。
- 1977年10月 - ラジオ・テレビ欄を廃止する。
- 2000年4月 - ブランケット判となり、テレビ欄が復活する。読売新聞による地域紙記事写真配信サービスを受ける。
- 2009年9月 - タブロイド判に戻し、テレビ欄と読売新聞による記事配信サービスを廃止。
- 2022年12月28日 - 紙媒体の発行を休止し、ウェブメディアへと移行。

## 本社
- 所在地 - 〒893-0061 鹿児島県鹿屋市上谷町9-5-5
- 創業日 - 1955年5月21日
- 資本金 - 1,800万円
- 職員数 - 社員10名・従業員15名